# Bâtiment de la faculté des sciences de Dijon
La faculté des sciences de Dijon est un édifice situé dans la ville de Dijon, dans le département de la Côte-d'Or en région Bourgogne-Franche-Comté.

## Histoire
L'édifice fut construit en 1951 et inauguré en 1957 selon un plan en E. Statues monumentales, bas-reliefs et menuiseries métalliques ornent l'architecture extérieure du bâtiment,. 

### Protection
La faculté des sciences est inscrite au titre des monuments historiques par arrêté du 18 avril 2012.

## Description
L'édifice principal abrite un hall d'entrée et un amphithéâtre. Les ailes en retour et les étages sont dévolus aux salles de cours, laboratoires et bibliothèques, etc. Le dernier étage accueille le foyer des étudiants ainsi que des bureaux. L'amphithéâtre Pasteur a conservé son mobilier issu des ateliers Prouvé.